# Egina (mitologija)
Egina (grč. Αἴγινα) je u grčkoj mitologiji jedna od nimfa Najada. Kći je riječnog boga Azopa i nimfe Metope, koji su zajedno s njom imali dvanaest ili dvadeset kćeri, od kojih su mnoge silovali Apolon ili Zeus. 

## Mitologija
Mitologija o Egini govori kroz mitove o njenom ljubavnom životu i njegovim posljedicana:

### Otmica Egine
Zeus je žudio za Eginom, pa joj je morao nekako prići. Kako bi uspio u tome uzeo je tri različita obličja: vatra, orao i kamen.  
Zeus se prvo pretvorio u vatru koja joj se, lagano tinjajući, približavala. Kako je bila Najada, vodena nimfa, Egina je osjetila potrebu da tu vatru ugasi. Zagrabila je vodu iz izvora u koome se kupala, i raspršila ju po vatri u milijunima kapčjica biserne boje. Kako bi se spasio, Zeus se pretvorio u orla, uhvatio nagu Eginu za ruke i prenio ju na otok koji se tek uzdigao iz mora, koji je dobio ime po njoj. Tamo su vodili ljubav, i tako je začet njihov sin Eak, koji je postao kralj, a nakon smrti sudac u Hadu. 
Kasnije se Posejdon sa Zeusom sukobio oko vlasti nad otokom i, naravno, izgubio.

### Azopova potraga
Eginin otac, riječni bog Azop, posvuda ju je tražio. Put ga je odveo u Korint, ka mudrom i lukavom kralju Sizifu Oštrovidnom. On mu je ispričao sve o Zeusovoj i Egininoj aferi. Azop se, lud od bijesa, naoružo trozubom, i krenuo na otok. Kada je stigao, ljubavnike je zatekao u ljubavnom zanosu. 
Zeus se, gol i nenaoružan, pretvorio u kamen, kako bi se spasio. Međutim, shvatio je da je, iako gol, moćniji od Azopa. Vratio se u prvobitni lik i ispalio salvu gromova na Azopa i bacio na njega vrući ugljen, tako da se još godinama u Azopovom krevetu moglo naći komadića ugljena. Iako besmrtan, Azop je još godinama žudio za smrti, od siline boli. Čak ni Asklepije, bog liječništva, nije mogao ništa ranama koje su nesretnome riječnome bogu nanijeli Zeusovi gromovi.

### Herino prokletstvo i Mirmidonci
Hera, sita Zeusovih preljuba, odlučuje kazniti stanovnike otoka Egine. Na njih je poslala pošast zmija otrovnica, tame, kuge, suše i oskudice. Gotovo svo stanovništvo je pomrlo. Naposljetku se Eginin sin Eak, kralj otoka, molio svome ocu Zeusu, koji mu je uslišao molitvu. Pala je blagotvorna kiša, tama se podigla s otoka, a zmije su pobjegle u svoje jazbine. No, otok je bio pust.
Eak, je međutim, zaspao. U snu je vidio mrave kako nosezrna žita prema svetome hrastu. Svoj san je priopćio Zeusu, koji je otišao do toga hrasta, i pretvorio mrave koji su po njemu hodali u ljude, koji su nazvani Mirmidoncima, od grčke riječi μυρμιδόνες (mirmidónes), što znači mravi. Eak, kralj otoka Egine, sin Zeusa i nimfe Egine, ponovno je imao svoje podanike.

### Brak s Aktorom
Nakon avanture sa Zeusom, Egina se udala za smrtnika Aktora, sina Deiona i Diomede. S njime je imala sina Menetija. On je također postao kralj, i to Oposa. Također je bio jedan od Argonauta. Menetije je imao sina Patrokla.